# Emeterio Tomás Herrero
Emeterio Tomás Herrero (Mendaza, 1886-Estella, 1954) fue un pintor y fotógrafo español, cuya obra consta desde el inicio del siglo XX a la primera mitad de este.

## Biografía
Nació en 1886 en el municipio de Mendaza, Navarra, hijo de Tomás Tomás, secretario de la localidad, y Leonor Herrero, maestra. Debido al trabajo de su padre, vivió una temporada en Biurrun y, en 1905, se trasladó a Mendaza.

### Formación
Se sabe poco de sus primeros años de vida, pero entre 1900 y 1904 estudió en la Escuela de Artes y Oficios de Pamplona, sitio en el cual se formó bajo los pintores Enrique Zubiri y Prudencio Pueyo, que ejercían de profesores. Entre febrero y mayo de 1905, se matriculó en la Escuela de Bellas Artes de Barcelona, en la cual recibió clases de Vicente Borrás Abella, pintor modernista valenciano.
Tras su etapa en Barcelona, Emeterio Tomás trató de enrolarse en la Escuela de Bellas Artes de San Fernando, en Madrid. Para poder pagar sus estudios, intentó pedir una pensión a la Diputación Foral y Provincial de Navarra, utilizando para ello cartas de recomendación escritas por sus maestros, Zubiri y Borrás. Se le denegó la ayuda, no por sus aptitudes, sino por la ausencia de un programa de ayudas a la formación artística por parte de la Diputación.
Aun así, Emeterio Tomás viajó a París con ayuda familiar, si bien no sabemos las fechas con exactitud. Es allí donde estudió corrientes artísticas como el Cubismo, el Fauvismo o el Expresionismo. Además, fue allí donde se comenzó a interesar por la fotografía.
Viajó después a Madrid, donde recibió formación como alumno libre (sin matrícula, pero con acceso a ciertas clases) de la ya mencionada Escuela en, además de acudir cómo copista al Museo del Prado a finales de 1905.

### Concursos, fotografía y últimos años
Buscando promocionarse tras haber finalizado su formación cómo artista, Emeterio Tomás participó en el concurso de carteles de San Fermín de 1914. No fue seleccionado, siendo el ganador Manuel León Astruc. Fue también en este momento cuando trabajó en Talleres Mercier, en Zaragoza, donde estuvo implicado en el diseño de maquinaria.
Se instaló en Estella en torno a los años 20, lugar en el cual permanecería hasta el final de su vida en 1954. Entre 1926 y 1929, decidió cambiar su ocupación de pintor a fotógrafo, debido a su necesidad de un trabajo más estable para poder mantener una familia. En 1925 contrajo matrimonio con Teófila Abáigar Zalduendo, y en 1928 nació el que sería su único hijo, Fernando.
A partir de 1930 se convirtió en corresponsal fotográfico de Estella para el periódico Ahora, fundado el mismo año y presentando una orientación de carácter republicano. Si bien siguió utilizando el pincel a lo largo del resto de su vida, Emeterio Tomás estaba ya plenamente dedicado a la fotografía, apartándose del ambiente artístico de su tiempo.

## Pintura
Las pinturas de Emeterio Tomás Herrero se pueden categorizar en dos grupos: retratos y paisajes. En el primero se encuentran una gran cantidad de retratos familiares, entre ellos de la esposa e hijos de Emeterio Tomás, así como de otros personajes.
Entre los retratos destaca el de José Miguel leyendo "El Pensamiento Navarro", cuadro en el que se representa a un teniente carlista a medio cuerpo, sentado y vestido con una blusa blanca, camisola azul, un chaleco pardo y una boina negra, sosteniendo un ejemplar del ya mencionado periódico. En la mesa, junto a este, se encuentra un bodegón formado por una jarra de loza y un vaso de cristal. Es un cuadro de corte costumbrista muy modesto, dominado por ocres y marrones, así como una luz general. El cuadro fue reproducido en la revista Vida Vasca en 1940. Actualmente se encuentra en posesión del Museo Carlista de Estella, tras haber formado parte de la exposición temporal Comprometidos con la historia, que duró hasta el 12 de abril de 2015.
El segundo grupo, los paisajes, presentan una tendencia parecida a la de autores como Javier Ciga o Jesús Basiano, con mucho realismo en cuanto a la luz y un sentido constructivo en el uso del color. La mayoría de los paisajes fueron realizados entre 1920 y 1930.
Además de la pintura tradicional, destacan algunas obras de Emeterio Tomás como ilustrador gráfico. Entre sus dibujos conservados destacan tres retratos a carboncillo, representando a su padre, su madre y su esposa, realizados en 1915.